# Николо-Гавриловка
Николо-Гавриловка — деревня в Усть-Таркском районе Новосибирской области. Входит в состав Еланского сельсовета.

## География
Площадь деревни — 49 гектаров.

## История
Основана в 1902 г. В 1926 г. посёлок Николо-Гавриловский состоял из 42 хозяйств, основное население — украинцы. Центр Николо-Гавриловского сельсовета Еланского района Омского округа Сибирского края.

## Население
| 2002 | 2007 | 2010 |
| ---- | ---- | ---- |
| 124  | ↘100 | ↘84  |

## Инфраструктура
В деревне по данным на 2007 год функционируют 1 учреждение здравоохранения и 1 учреждение образования.